# Mansle
Mansle je francouzská obec v departementu Charente v regionu Poitou-Charentes. V roce 2011 zde žilo 1 588 obyvatel. Je centrem kantonu Mansle.
Obec se nachází asi 370 km jihozápadně od Paříže, 80 km jižně od města Poitiers, 26 km severně od města Angoulême [1].

## Vývoj počtu obyvatel
Počet obyvatel 